# Иванова, Дарья Владимировна
Дарья Владимировна Иванова (род. 1988, Сочи, Краснодарский край) — чемпионка России в олимпийском, экстремальном и скоростном классе яхт — катамаране Накра 17. Член сборной России, участница Кубков Мира и крупнейших международных регат, Мастер спорта, тренер и менеджер проекта Ladies First. Актриса, сценарист.

## Биография
Родилась в городе Сочи, в 9 лет начала заниматься парусным спортом. Окончила Московский Государственный Университет Культуры и Искусств (МГУКИ), специальность: Технология речевой деятельности (диктор, ведущий).
Позже было предложение уехать в Китай и заняться модельным бизнесом, но сломанный палец на ноге отодвинул эту идею в сторону. Работала журналистом на одном из федеральных телеканалов России. Снималась в рекламе и в сериалах.
Снимает видео, в которых рассказывает и пропагандирует яхтинг в России. Ходила шкотовой на скоростном классе яхт Nacra17. Лучшие в классе Nacra17 Сергей Джиенбаев и Дарья Иванова на чемпионате России в олимпийских классах яхт. Тренировалась в Испании под руководством испанского тренера и Олимпийского Чемпиона Сантьяго Ланге.
Старшая сестра Наталья Иванова, была главным тренером сборной команды России по парусному спорту до 2023 года

## Хобби
Активно снимает вайны в Instagram под ником dashtolc, среди героев — «Инста-дива, недовольная Москвичка», Зося Рукопопова, создала рубрику «полезные завтраки». Видео с инста-дивой оценил Рамзан Кадыров, разместив его у себя на странице «ВК», оно собрало более 149 тыс. просмотров". В вайнах Ивановой также принимали участие Максим Галкин, Иван Охлобыстин, Леонид Ярмольник. Видео набирают сотни тысяч просмотров и тысячи лайков.